# Poprad (stad)

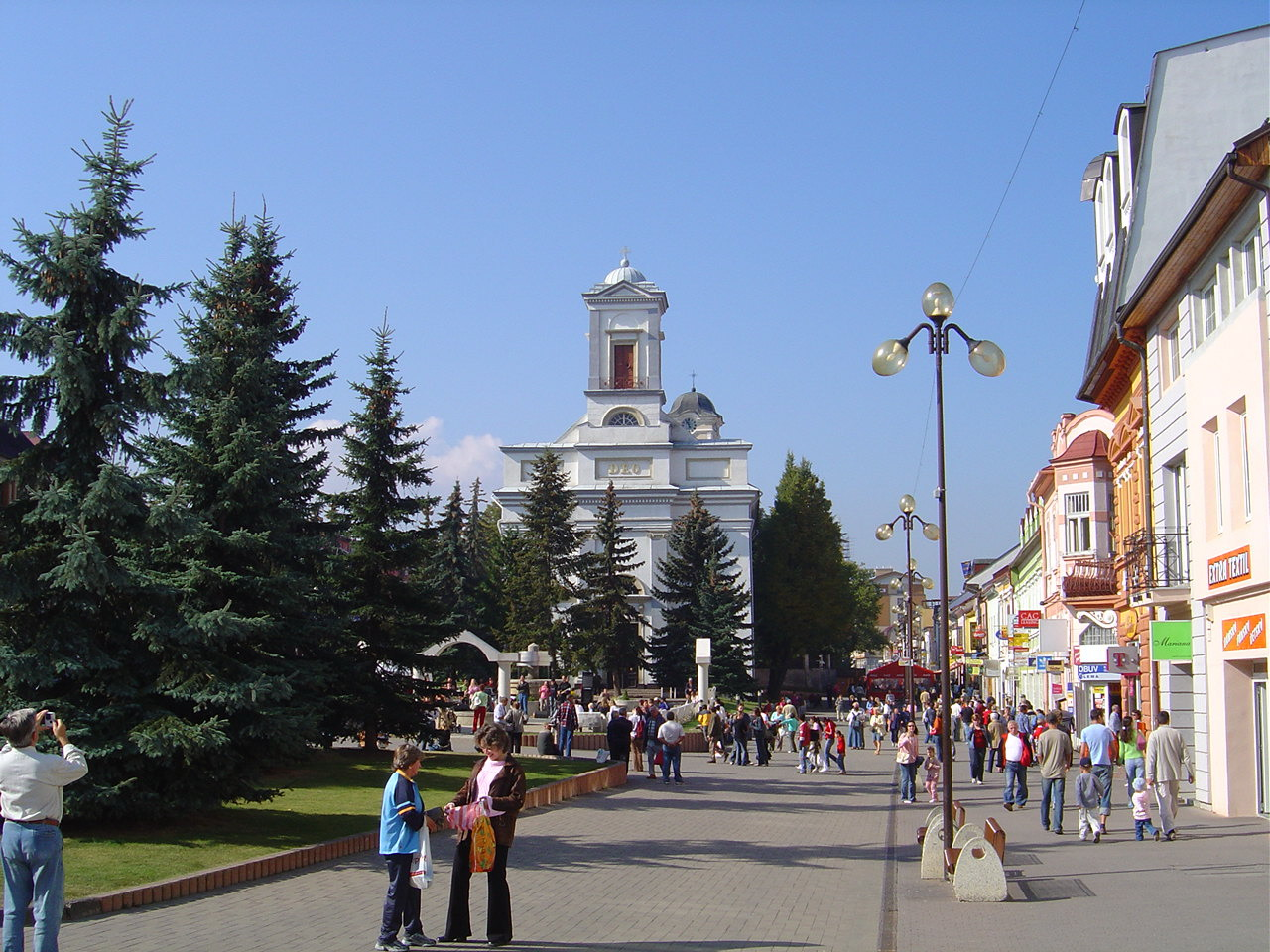
Stadscentrum van Poprad

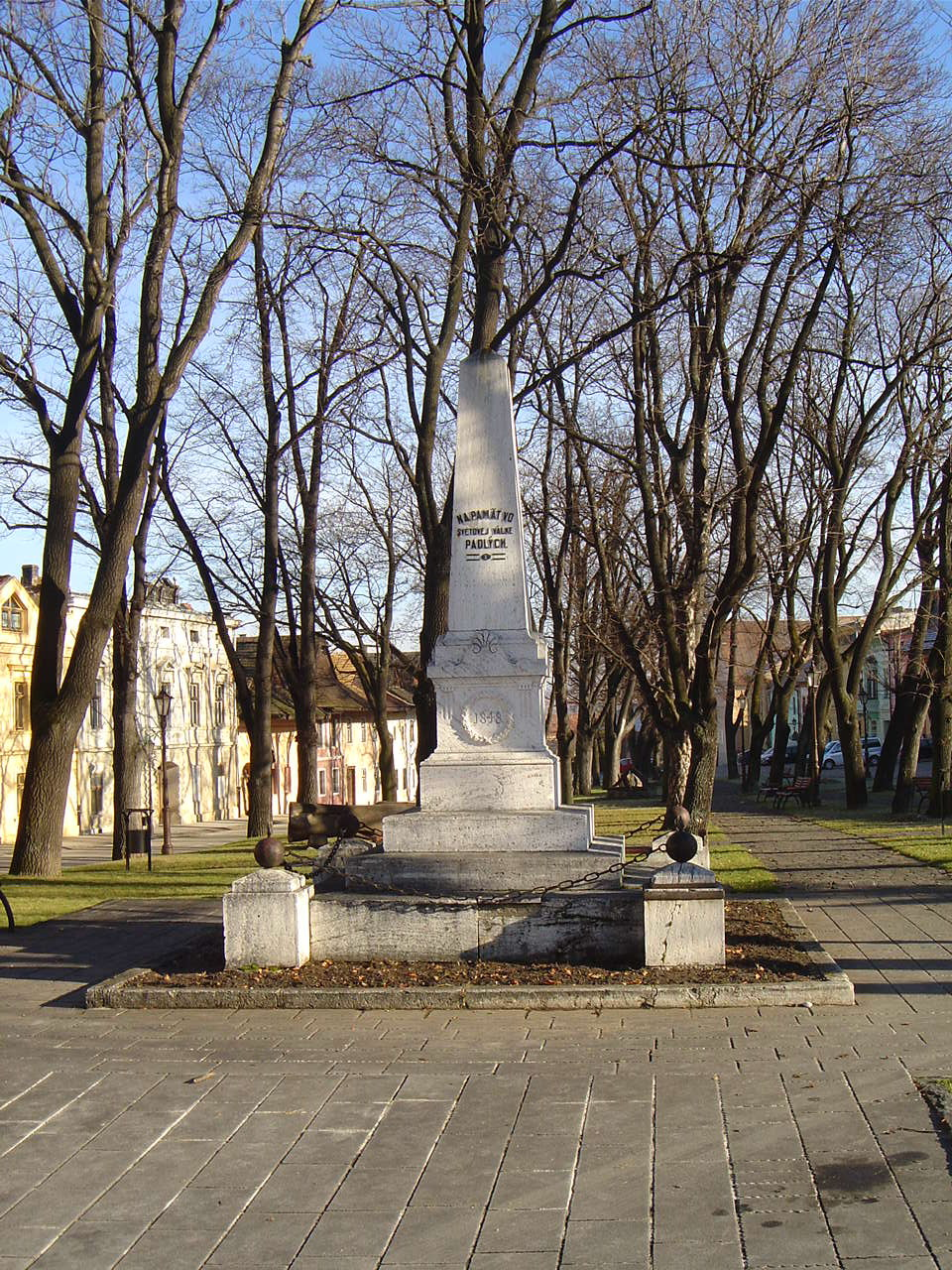
Monument in het stadsdeel Spišská Sobota

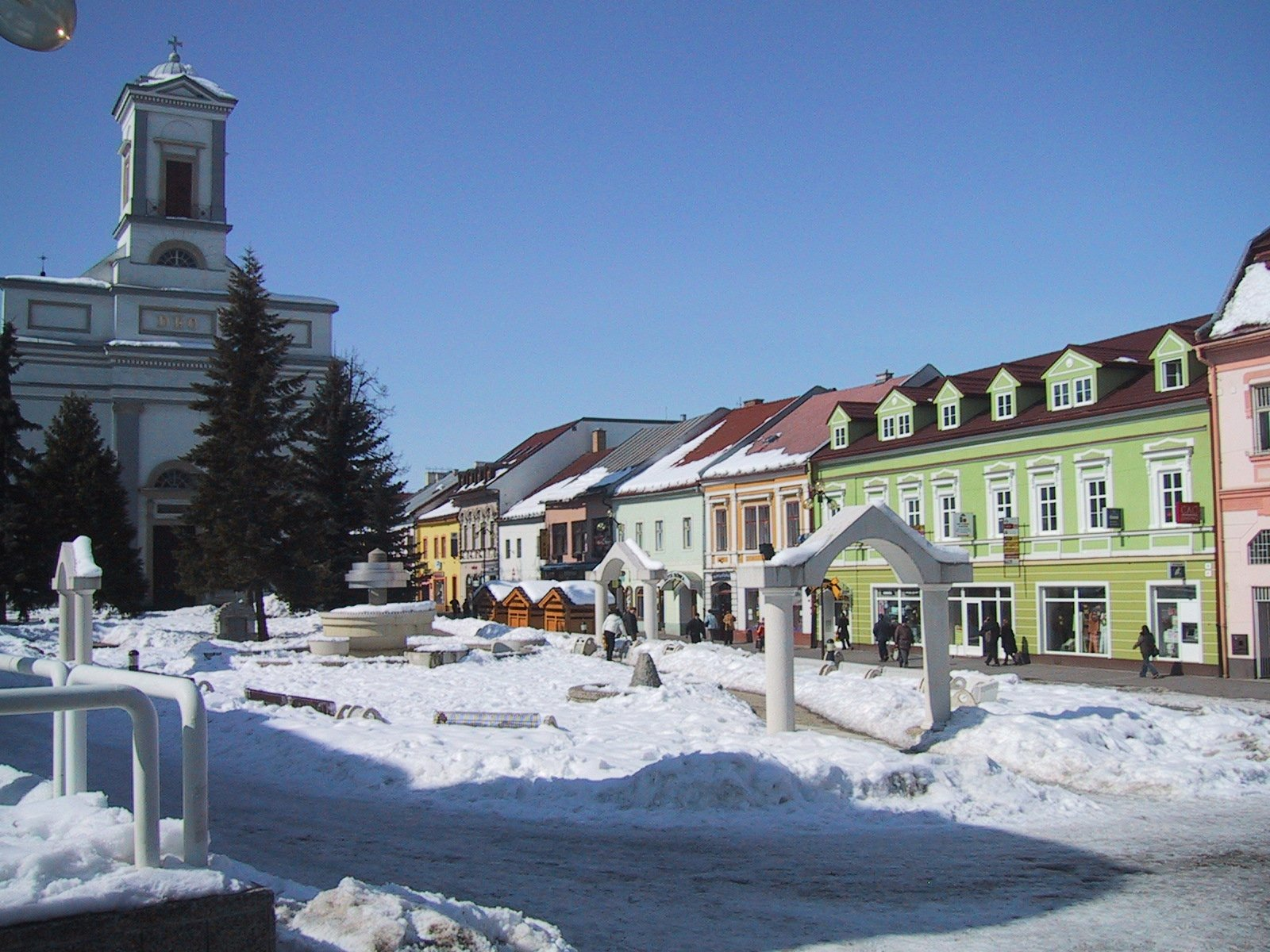
Stadscentrum van Poprad in de sneeuw

Poprad (Hongaars: Poprád, Duits: Deutschendorf) is een stad in het noorden van Slowakije aan de voet van het Tatragebergte. Poprad heeft een klein historisch centrum en is gelegen aan de rivier Poprad. De stad heeft zich herhaaldelijk kandidaat gesteld voor het organiseren van de Olympische Winterspelen.

## Geschiedenis
De omgeving van Poprad bestond oorspronkelijk uit Slowaakse nederzettingen en wordt voor het eerst in 1256 vermeld met de toenmalige Slavische namen als Poprad, Forum Sabbathe (nu Spišská Sobota) en Vylka (nu Veľká). Doordat het gebied in de dertiende eeuw door Duitsers werd gekoloniseerd staan in latere schriftelijke bronnen voornamelijk Duitse namen, zoals in 1268 Villa Theutonicalis voor Poprad en Sanctus Georgius voor Spišská Sobota.
Poprad, Matejovce (voor het eerst genoemd in 1251, Spišská Sobota (1256), Veľká (1268) en Stráže pod Tatrami (1276) behoorden tot de dertien plaatsen in de regio Spiš die van 1412 tot 1770 door het Koninkrijk Hongarije verpand waren aan het Koninkrijk Polen, wat Poolse invloeden tot gevolg had. Terwijl Poprad, Veľká en Stráže in de middeleeuwen meer landbouwplaatsen waren, was Spišská Sobota een handelsstad met talrijke handarbeiders. Spišská Sobota was ook de eerste van de vijf die stadsrechten kreeg, en behield tot ver in de negentiende eeuw een dominante positie ten opzichte van Poprad.
De aanleg van de spoorlijnen aan het eind van de 19e en het begin van de 20e eeuw stimuleerde de ontwikkeling van de stad in hoge mate.
De spoorlijn Košice - Bohumín (gereed in 1871) leidde de industrialisering van Poprad in, die vooral na de Tweede Wereldoorlog een stormachtige ontwikkeling doormaakte. Tegen het einde van de negentiende eeuw ontstonden er belangrijke treinwerkplaatsen en in 1908 werd de Tatranská Elektrická Železnica (Tatra Elektrische Spoorwegen) in bedrijf genomen, waardoor het toerisme een enorme impuls kreeg.
Sinds de Tweede Wereldoorlog is de bevolking vervijfvoudigd van ruim 11.000 in 1940 tot ruim 55.000.

## Stadsdelen
De gemeente Poprad bestaat uit de volgende stadsdelen en dorpskernen. Tussen haakjes staat het jaar waarin het stadsdeel of dorp bij de gemeente werd gevoegd.
- Staré Mesto (oude stad)
- Veľká (1945)
- Spišská Sobota (1945)
- Matejovce (1974)
- Stráže pod Tatrami (1960)
- Kvetnica

## Verkeer en vervoer
Het treinstation Poprad-Tatry is gelegen aan de Wolkerová-straat ("Jiří Wolker"-straat). Dit station is het startpunt van de Tatranská Elektrická Železnica (Tram van de Hoge Tatra). Hieronder wordt verstaan: een aantal smalspoorlijnen die de reservaten in het Hoge Tatra-gebied (Starý Smokovec, Štrbské Pleso en Tatranská Lomnica) met elkaar en met Poprad verbindt. Verder heeft Poprad treinverbindingen met andere Slowaakse en buitenlandse steden, zoals een rechtstreekse lijn naar Bratislava, Praag enzovoort.
Ten noordwesten van Poprad ligt de internationale luchthaven Poprad-Tatry.

## Sport
In 1999 heeft Poprad zich kandidaat gesteld voor het organiseren van de Olympische Winterspelen van 2006, die uiteindelijk zijn toegewezen aan de Italiaanse stad Turijn.
Het WK veldrijden is in 1999 in Poprad georganiseerd. Het is tot 2020 de enige keer dat dit evenement in Slowakije is gehouden.

## Stedenband
- Zwijndrecht (Nederland), sinds 2000

## Geboren in Poprad
- Andrej Kiska (1963), president van Slowakije (2014-2019)
- Miroslav Lajčák (1963), politicus
- Pavol Hurajt (1978), biatleet
- Daniela Hantuchová (1983), tennisster
- Matej Jurčo (1984), wielrenner